# Pristimantis chalceus
Pristimantis chalceus es una especie de anfibio anuro de la familia Craugastoridae.

## Distribución
Esta especie habita desde el nivel del mar hasta los 1.540 m sobre el nivel del mar en la vertiente occidental de la cordillera occidental del departamento de Antioquia en Colombia hasta la provincia de Guayas en Ecuador.

## Descripción
El holotipo mide 29 mm.

## Publicación original
- Peters, 1873 : Über eine neue Schildkrötenart, Cinosternon effeldtii und einige andere neue oder weniger bekannte Amphibien. Monatsberichte der Königlich Preussischen Akademie der Wissenschaften zu Berlin, vol. 1873, p. 603-618[5]